# Kenneth E. Hagin
Kenneth Erwin Hagin (ur. 20 sierpnia 1917 w McKinney, zm. 13 września 2003 w Tulsa) – amerykański kaznodzieja nurtu charyzmatycznego (neopentekostalnego), określany jako jedna z głównych postaci amerykańskiego Ruchu wiary. 
Doktor honoris causa Oral Roberts University.

## Życiorys
W 1974 założył szkołę biblijną Rhema Bible Training Center w Tulsa, w stanie Oklahoma (ponad 20 tysięcy absolwentów – m.in. działający w Polsce (w Gdyni) pastorzy Larry i Angela Keeton). W Gdyni pastorzy Larry i Angela Keeton założyli i prowadzą Szkołę Biblijną Domata w asyście pastora Krzysztofa Rompy i pastora Dariusza Macha.
Autor wielu książek zawierających nauczanie biblijne m.in. na temat uzdrowienia, funkcjonowania Kościoła i in. Podczas spotkań z nim wiele osób przeżywało Odpoczynek w Duchu i Śmiech w Duchu (zjawiska charakterystyczne dla ruchu neocharyzmatycznego). W języku polskim wydano jego autorstwa m.in. Duch człowieka, Dobry i zły sposób myślenia, Dlaczego ludzie upadają pod mocą.

## Hagin i tzw. „teologia sukcesu”
W 2000 roku Hagin opublikował książkę pt. „The Midas Touch” (Dotyk Midasa, wyd. pol. 2008), w której częściowo uściśla swoje poglądy, przedstawia regułę rozumienia Ruchu Wiary, w której zostały potępione poglądy głoszone przez reprezentantów tzw. „ewangelii sukcesu”. Zasadniczym punktem krytyki był materializm niektórych wspólnot zielonoświątkowych. Należy przy tym pamiętać, że Hagin już w latach 80. przestrzegał przed błędnym rozumieniem Ruchu Wiary. W opublikowanej w 1985 roku książce „New Tresholds of Faith” (A wiara jest pewnością, wyd. pol. 2010) pisał:
Przez wiele lat nie rozumiałem, że Bóg chce, aby Jego dzieciom się powodziło. Podobnie jak mnóstwo innych osób myślałem, iż ubóstwo jest oznaką pokory (...). Sądziłem, że sprawiedliwy człowiek nie może być bogaty, a bogacz nie może być sprawiedliwy (...). W Piśmie Świętym nie ma takiego stwierdzenia. W I Liście do Tymoteusza 6:10 czytamy natomiast: „Albowiem korzeniem wszelkiego zła jest miłość pieniędzy; niektórzy, ulegając jej, zboczyli z drogi wiary i uwikłali się sami w przeróżne cierpienia”. Można kochać pieniądze, nie posiadając ani grosza.
Cztery lata wcześniej Hagin stwierdził w ramach nauczania na temat modlitwy:
W swoim życiu nieraz będziesz przeżywał różne trudności. Kryzysowe sytuacje i problemy spotykają każdego z nas. Życie nie jest usłane różami. Ostateczny rezultat wszystkiego, co przeżywamy, zależy od tego czy znamy Słowo, czy znamy Ducha Bożego i czy umiemy właściwie się modlić (...). Wolą Bożą dla ciebie jest to, abyś wszelką swoją troskę złożył na Niego. Nie, nie powiedziałem, że to będzie łatwe (...). On czuwa. On cię widzi. Po prostu odpręż się i rzuć się w Jego ramiona. Chwała Bogu, On cię złapie.